# Timișești
Timișești – wieś w Rumunii, w okręgu Neamț, w gminie Timișești. W 2011 roku liczyła 1120 mieszkańców.